# Tienvleklieveheersbeestje
Het tienvleklieveheersbeestje (Calvia decemguttata) is een 5 tot 6,5 mm grote kever uit de familie lieveheersbeestjes of Coccinellidae. De kever komt in grote delen van Europa voor. In Nederland trekt de kever vanuit Zuid-Limburg de laatste jaren verder naar het noorden.
De kever is bolvormig en wordt naar achteren breder. Op de dekschilden komen 5 grote vlekken voor, waarvan er 3 evenwijdig aan de naad liggen. Soms zijn er kevers zonder vlekken op de bruinrode dekschilden.
Als voedsel eten ze bladluizen, bladvlooien en larven van bladkevers.
Het tienvleklieveheersbeestje komt voor in parken, siertuinen, heggen, bossen en bosranden op de linde, berk, esdoorn, eik, wilg, iep, hazelaar, gewone vlier, sporkehout, meidoorn, den en spar.